# Heinrich Raderschall
Heinrich Raderschall (* 18. März 1916 in Oberpleis; † 2010) war ein deutscher Garten- und Landschaftsarchitekt. In den 1950er- bis 1970er-Jahren wirkte er wesentlich an der Grüngestaltung der Stadt Bonn mit, dem Sitz seines Büros. Überregionale Bekanntheit erhielt Raderschall durch Teilnahmen an der Internationalen Gartenausstellung in Hamburg 1963 und der Weltausstellung 1967 in Montréal.

## Leben und Wirken
Raderschall besuchte ab 1926 das St. Michael-Gymnasium in Bad Münstereifel:106. Von 1932 bis 1934 absolvierte er eine Gärtnerlehre und war anschließend als Gärtnergehilfe in verschiedenen Baumschulen tätig. 1941 begann Raderschall ein Studium zum Diplomingenieur an der Lehr- und Forschungsanstalt (LuFA) für Gartenbau in Berlin-Dahlem, nach dessen Abschluss er bis 1945 ein Teilzeitstudium in den Fächern Botanik, Wasserbiologie und Geologie an der Universität Münster absolvierte. 1945/46 war Raderschall Bauschüler in Hamburg. 1946 nahm er in dieser Stadt ein Architekturstudium auf, das er 1948 als Ing. (grad.) („graduierter Ingenieur“) beendete. An der Wiederbegründung des Bundes Deutscher Gartenarchitekten am 19. Juni 1948 war Raderschall als Gründungsmitglied beteiligt.:176
Am 1. Mai 1948 wurde Raderschall bei der Stadtverwaltung Bonn als Leiter der Entwurfsabteilung beim Garten- und Stadtplanungsamt angestellt. In dieser Position war er mit der Instandsetzung des Alten Zolls und der Umgestaltung des angrenzenden Stadtgartens betraut. Am 1. Juli 1951 ließ sich Raderschall als „Freier Garten- und Landschaftsarchitekt“ in Bonn nieder. Zunächst wirkte er insbesondere bei Projekten öffentlicher Auftraggeber mit, darunter bei der Gestaltung der Grünanlagen für neu zu erbauende Wohnsiedlungen. Dazu gehörte die Reutersiedlung (1949–1952) in Bonn, für deren Außenanlagen der Architekt Max Taut Raderschall eine Zusammenarbeit anbot. Eine längerfristige Verpflichtung ging er mit der Rheinischen Heimstätte ein, für die er Planung und Bauleitung von Grünanlagen der britischen Besatzungsbauten für Offiziere und Unteroffiziere übernahm.:40 1954 plante Raderschall erstmals für den in Bonn ansässigen Zentralverband Gartenbau eine Gartenausstellung in Mailand. Zahlreiche weitere Ausstellungsteilnahmen folgten, darunter an der Bundesgartenschau 1957, bei der das Büro Raderschall mit Planung der Eröffnung und einer Lehrschau beauftragt war.:41
1958/59 entstand für Raderschall und sein Architekturbüro, das zuvor in beengten Räumen beheimatet war, am Rande des Parlaments- und Regierungsviertels ein eigenes Wohn- und Atelierhaus nach Plänen des Architekten Ernst van Dorp (Langenbachstraße 19). Überregionale Bekanntheit erhielt das Büro spätestens durch die Teilnahme an der Internationalen Gartenausstellung 1963 in Hamburg, bei der es gemeinsam mit den Planern Plomin und Schulze den zweiten Preis gewann. Auf der Ausstellung nahm eine langjährige Zusammenarbeit zwischen Raderschall und dem Architekten Frei Otto ihren Anfang. Bei der Expo 67 plante Raderschall auf Bitten des seinerzeitigen Bundespräsidenten Heinrich Lübke die Außenanlagen des von Otto in Zusammenarbeit mit Rolf Gutbrod gestalteten Deutschen Pavillons, der einen internationalen Architekturpreis erhielt.:41
1968 bot Raderschall seinen bisherigen Mitarbeitern Carl Möhrer und Friedrich-Wilhelm Peters eine dreijährige, gleichberechtigte Partnerschaft auf Probe an, die 1971 dauerhaft unter dem Namen „RMP Landschaftsarchitekten“ vertraglich vereinbart wurde. Das Büro beschäftigte seinerzeit rund 15 Mitarbeiter, darunter zehn Diplomingenieure. In die nachfolgende Zeit fielen zahlreiche erfolgreiche Teilnahmen an Architekturwettbewerben, darunter 1972 für die Bundesgartenschau 1979 in Bonn und für den Kurgarten in Bad Münstereifel (Einweihung 1976). 1981 stellte Raderschall seine Tätigkeit als gestalterischer Leiter für das Büro ein, blieb aber weiterhin gleichberechtigter Partner.:106 Nach 1990 wirkte er beratend an der Neuordnung der städtischen Grünplanung im sächsischen Hoyerswerda mit, in die er auch sein Büro miteinbezog. 1996 trat Raderschall endgültig aus diesem aus, stand ihm aber weiter beratend zur Seite.:107
Außerhalb seiner beruflichen Arbeit widmete sich Raderschall der Gestaltung eines naturbelassenen Landschaftsgartens am „Blauen See“ bei Thomasberg, einem ehemaligen Basaltsteinbruchgelände, das er 1960 erworben hatte.

## Werk (Auswahl)
(Projekte bis zur Gründung der Büropartnerschaft RMP Landschaftsarchitekten 1968/71)

### Bonn
- 1950:–9999 Nordstadt, Thusneldastraße 8–24, Ubierweg 27, Sigambrerweg 3–11/2–12, Bundessiedlung[5]:284 f.
- 1950/1951:–Dottendorf, Harleßstraße 1–8, Hausdorffstraße 244–272, Hindenburgplatz 3–5, Hittorfstraße 1–21/2–56, Bundessiedlung[5]:362 f.
- 1950/1951:–Dottendorf, Schüllerweg 2–20, Damaschkestraße 1–9/11–21/2–20, Winzerstraße 62, Bundessiedlung[5]:363 f.
- 1950/1951:–Plittersdorf, Wurzerstraße 17–19, Hindenburgallee 1–17/23–35, Gotenstraße 147–151, Teutonenstraße 88–90, Bundessiedlung (Architekt: GAGFAH/Sep Ruf; Teil der Bundessiedlung Gotenstraße/Hindenburgallee)[5]:386 f.
- 1950–1952: Nordstadt, Nonnstraße 1–27/2–24, Bundessiedlung[5]:276 f.
- 1950–1952: Kessenich, Lotharstraße 17–27/59–61/12–28, Geißlerstraße 1–5/2–6, Julius-Plücker-Straße 1–23/2–16, Luisenstraße 38–40/60/78/80–82, Bundessiedlung[5]:350–352
- 1951:–9999 Plittersdorf, Friesenstraße 1–33, Germanenstraße 36–70, Bundessiedlung (Teil der Bundessiedlung Gotenstraße/Hindenburgallee)[5]:284 f.
- 1951–1953: Endenich, Wiesenweg 25–31a, Brahmsstraße 1–7b/13–35/2–12, Humperdinckstraße 2–8/7, Endenicher Straße 211–215, Regerstraße 2–8, Bundessiedlung[5]:303–305
- 1952/1953:–Bonn-Castell, Nordstraße 13–21, Bungartstraße 1–11a/12–16, Kaiser-Karl-Ring 5, Peter-Ruster-Straße 1–7/2–4, Bundessiedlung (Architekt: Ernst Maria Lang)[5]:287 f.
- 1951–1952: Tannenbusch, Hohe Straße/Im Tannenbusch, HICOG-Siedlung Tannenbusch[6]:79
- 1952:–9999 Kessenich, Wohnsiedlung Lotharstraße[2]:20
- 1952:–9999 Rüngsdorf, Deichmanns Aue, Verwaltungsbau der US-Hochkommission (mit Hermann Mattern)[6]:124
- 1952–1956: Weststadt, Kreuzbergweg 4–22, Bundessiedlung[5]:317–319[2]:24
- 1953:–9999 Weststadt, Richard-Wagner-Straße 19–21, Bundeswohngebäude[5]:315
- 1953:–9999 Kessenich, Hausdorffstraße 17–19, Aloys-Schulte-Straße 16–18, Bundessiedlung[5]:354 f.
- 1953/1957:–Kessenich, Saarweg 1–39/2–18, Gierenweg 1–31/2–6, Naheweg 2–6, Rurweg 1–11/2–24, Erftweg 1/2–44, Bundessiedlung[5]:354
- 1954:–9999 Kessenich, Reutersiedlung[2]:22[6]:44
- 1954–1955: Plittersdorf, Nahestraße 1–15, Ahrstraße 1–35, Mittelstraße 49–65, Wupperstraße 1–15/2–10, Lahnstraße 1–59/44–50, Bundessiedlung („Tessenow-Siedlung“)[5]:398 f.
- 1955–1958: Friesdorf, Grüner Weg/Rüdesheimer Straße/Eltviller Straße/Niersteiner Straße/Ürziger Straße/Joseph-Rot-Straße/Dromersheimer Straße, Bundessiedlung Hochkreuzallee[5]:371–373
- 1956–1958: Dottendorf, Hermann-Milde-Straße 2–26, Karl-Barth-Straße 48–52, Langwartweg 78–80, Bundessiedlung[5]:365 f.
- 1958:–9999 Duisdorf, Wohnsiedlung Finkenhof[2]:26[7]:45 f.
- 1958:–9999 Kessenich, Renoisstraße 1a, Paul-Gerhardt-Schule (Architekt: Ernst van Dorp; heute Till-Eulenspiegel-Schule)[2]:28
- 1958:–9999 Dottendorf, Langwartweg 72, Elli-Heuss-Knapp-Gymnasium (Architekt: Ernst van Dorp)[2]:34
- 1958–1961: Muffendorf, Martinstraße/Remi-Baert-Platz, Kriegerdenkmal 1870/71, 1914–1918, 1939–1945[8]
- 1959:–9999 Gronau, Langenbachstraße 19, Wohn- und Atelierhaus Raderschall (Architekt: Ernst van Dorp)[2]:46
- 1960:–9999 Bonn-Zentrum, Beethovenhalle (Architekt: Siegfried Wolske)[2]:62
- 1960:–9999 Bonn-Castell, Römerstraße 164, Pädagogische Hochschule (Entwurf und Planung: Staatshochbauamt, Bonn)[2]:32[7]:107
- 1960–1963: Nordstadt, Adolfstraße 45/Am Frankenbad 2, Frankenbad (Architekt: Hans Spoelgen)[2]:54[6]:66
- 1960–1963: Venusberg, Universitätssportanlage Melbtal[2]:58
- 1961–1962: Duisdorf, Helmholtzstraße 18, Helmholtz-Gymnasium (Mitarbeiter: Carl Möhrer, Friedrich-Wilhelm Peters)[7]:205
- 1962:–9999 Südstadt, Adenauerallee 39–41, Universitäts- und Landesbibliothek Bonn (Architekt: Fritz Bornemann)[2]:38
- 1962–1963: Südstadt, Bonner Talweg 17, Industrie- und Handelskammer (Architekt: Ernst van Dorp)[7]:150
- 1962–1964: Gronau, Sträßchensweg 10, Königlich-Niederländische Botschaft (Architekt: Ernst van Dorp)[2]:52[6]:98
- 1962–1964: Kessenich, August-Bier-Straße 2a, Gottfried-Kinkel-Realschule (Architekt: Ernst van Dorp)[7]:90
- 1964 ff.:–99 Heiderhof, Siedlung Heiderhof (Bauherren: u. a. Bund und GAGFAH)[5]:406–409
- 1964–1966: Graurheindorf, Herseler Straße 1–5, Schulzentrum Rheindorf-Süd (Architekt: Joachim Hammerstein, Städtisches Hochbauamt; heute „Heinrich-Hertz-Europakolleg“)[7]:91
- 1965–1966: Godesberg-Villenviertel, Herderstraße 57, Gästehaus der Alexander-von-Humboldt-Stiftung (Architekten: Erich Schneider-Wessling, Zeki Dinekli)[6]:123
- 1965/1966:–Gronau, Heussallee 7–11, Abgeordneten-Wohnhäuser
- 1967:–9999 Südstadt, Adenauerallee 24–42, Juridicum[2]:36
- 1969:–9999 Friesdorf, Godesberger Allee 149, Friedrich-Ebert-Stiftung[2]:86[7]:162
- 1968–1973: Plittersdorf, Kennedyallee 64–70, Deutsche Siedlungs- und Landesrentenbank (Architekten: Wilhelm und Dirk Denninger)[2]:88

### Außerhalb von Bonn
- 1951:–9999 Essen, Garten im Grugapark[2]:16
- 1963:–9999 Hamburg, Internationale Gartenbauausstellung, Wettbewerb (2. Platz)[2]:72
- 1966:–9999 Paris, Palais Beauharnais[2]:48
- 1967:–9999 Montréal, Weltausstellung, Deutscher Pavillon (abgebaut)[2]:70
- 1967:–9999 Brüssel, Residenz des deutschen Botschafters[2]:50